# (5704) Schumacher
(5704) Schumacher  es un asteroide perteneciente al cinturón de asteroides, descubierto el 17 de febrero de 1950 por Karl Wilhelm Reinmuth desde el Observatorio de Heidelberg-Königstuhl, en Alemania.

## Designación y nombre
Schumacher se designó inicialmente como 1950 DE.
Más adelante fue nombrado en honor al astrónomo alemán Heinrich Christian Schumacher (1780-1850).

## Características orbitales
Schumacher orbita a una distancia media del Sol de 3,2195 ua, pudiendo acercarse hasta 2,8565 ua y alejarse hasta 3,5824 ua. Tiene una excentricidad de 0,1127 y una inclinación orbital de 11,5899° grados. Emplea en completar una órbita alrededor del Sol 2110 días.

## Características físicas
Su magnitud absoluta es 12,1. Tiene 23,597 km de diámetro. Su albedo se estima en 0,055.